# Hannspree
Hannspree, Inc. es un fabricante de electrónica de consumo especializado en tecnología audiovisual perteneciente a la compañía HannStar Display Corporation. HannStar creó la marca Hannspree en 2006 para ofrecer una nueva y emocionante gama de productos electrónicos de consumo. El nombre, Hannspree, es fruto de la combinación de la palabra china "Hann" y la palabra inglesa "Spree".